# Закон про водні ресурси
Закон про водні ресурси (у деяких юрисдикціях скорочено до «водного права») — галузь права, що стосується власності, контролю та використання води як ресурсу. Він найбільш тісно пов'язаний із правом власності та відрізняється від законів, що регулюють якість води.

## Води, що підлягають регулюванню
Вода всюдисуща і не поважає політичних кордонів. Закони про водні ресурси можуть застосовуватися до будь-якої частини гідросфери, щодо якої можуть висуватися претензії щодо привласнення або збереження води для певних цілей. Такі води включають, але не обмежуються:
- Поверхневі води — озера, річки, струмки, океани та водно-болотні угіддя;
- Поверхневий стік — зазвичай вода, яка тече по суші від дощу, паводкових вод і танення снігу до того, як ці води досягнуть водотоків, озер, болотистих угідь або океанів;
- Ґрунтові води — зокрема вода, яка міститься у водоносних горизонтах.

## Історія

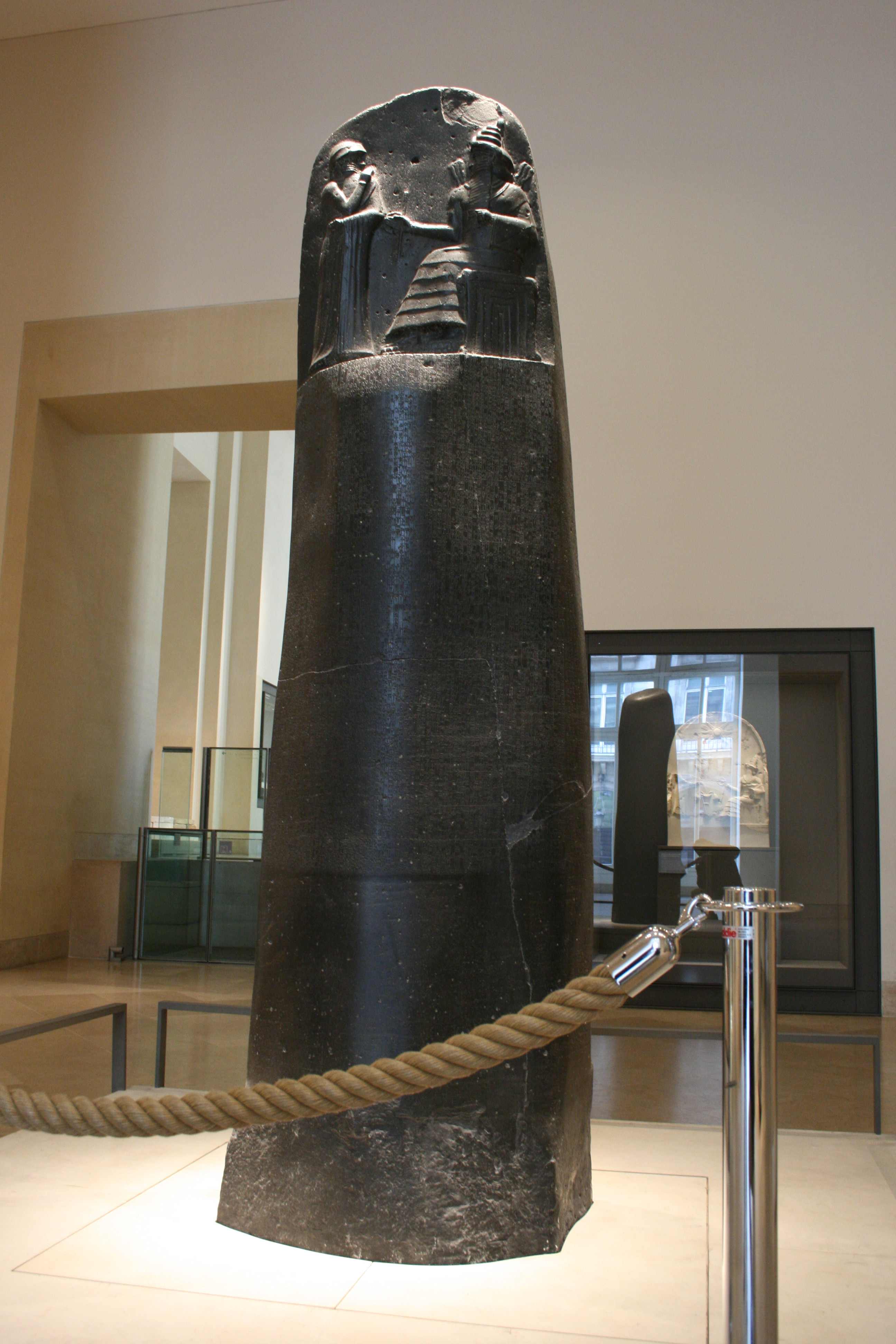
Кодекс Хаммурапі, який містить одну з найдавніших юридичних статут, пов'язану з водними ресурсами.

Історія ставлення людей до води свідчить про різноманітні підходи до управління водними ресурсами. «Ліпіт Іштар і Ур Намму містять положення про воду, що передують Хаммурапі принаймні на 250 років, і чітко забезпечують нормативну основу, на якій був побудований Кодекс Хаммурапі».  Кодекс Хаммурапі був одним із найперших письмових законів, які стосувалися питань води, і цей кодекс включав управління використанням води. У той час, коли кодекс був написаний у стародавній Месопотамії, цивілізації навколишніх земель залежали від річок Тигр і Євфрат, щоб вижити. У результаті лідерам потрібно було розробити складні канали та іригаційні системи, щоб підтримувати свої потреби у воді. Код був розроблений приблизно 3800 років тому царем Вавилонії Хаммурапі.

## Труднощі водних прав
Воду надзвичайно важко регулювати, тому що закони розраховані переважно на землю. Вода мобільна, її запаси різняться залежно від року, сезону та місцевості, і вона може використовуватися одночасно багатьма суб'єктами. Як і у випадку з майновим правом, права на воду можна описати як «пучок палиць», що містить кілька окремих видів діяльності, які можуть мати різні рівні регулювання. Наприклад, деякі способи використання води відводять її від природного русла, але повертають більшу частину або всю (наприклад, гідроелектростанції), тоді як інші споживають більшу частину того, що вони беруть (лід, сільське господарство), а треті використовують воду, не відводячи її взагалі (наприклад, катання на човні). Кожен вид діяльності має свої потреби і теоретично може регулюватися окремо. Існує кілька типів конфлікту, який може виникнути: абсолютний дефіцит; дефіцит води в певний час або в певному місці, відведення води, що зменшує потік, доступний іншим, забруднюючі речовини або інші зміни (такі як температура або каламутність), які роблять воду непридатною для використання іншими, і необхідність підтримувати «потоки в руслі» води для захисту природної екосистеми.
Одна з теорій історії, висунута в книзі Карла Августа Віттфогеля «Східний деспотизм: порівняльне дослідження тотальної влади», стверджує, що багато імперій були організовані навколо центральної влади, яка контролювала населення шляхом монополізації водопостачання. Така гідравлічна імперія створює потенціал для деспотизму та служить застереженням для розробки водних правил.
Закон про воду викликає суперечки в деяких частинах світу, де зростаюче населення стикається зі зростаючою конкуренцією за обмежені природні запаси. Суперечки щодо річок, озер і підземних водоносних горизонтів перетинають національні кордони. Хоча водне законодавство все ще регулюється в основному окремими країнами, існують міжнародні набори пропонованих правил, таких як Гельсінкські правила використання вод міжнародних річок і Гаазька декларація про безпеку водних ресурсів у 21 столітті.
Довгострокові проблеми у водному праві включають можливі наслідки глобального потепління на структуру опадів і випаровування; наявність і вартість опріснювальних технологій; контроль забруднення; і зростання аквакультури.

## Правові моделі
Законне право користування визначеним водопостачанням називається правом на воду. Є дві основні моделі, які використовуються для прав на воду. По-перше, це прибережні права, коли власник прилеглої землі має право на воду в тілі поруч. Іншою основною моделлю є модель попередніх асигнувань, згідно з якою сторона, яка першою скористається водопостачанням, має першочергові права на нього, незалежно від того, чи знаходиться нерухомість поблизу джерела води. Прибережні системи, як правило, більш поширені в районах, де багато води, тоді як системи асигнувань більш поширені в сухому кліматі. Оскільки законодавство про водні ресурси є складним, у багатьох областях існує комбінація двох моделей.

## Водне законодавство по країнах

### Міжнародне право
Право на використання води для задоволення основних потреб людини в особистих і домашніх потребах захищено міжнародним правом прав людини. Якщо це право включено в національну законодавчу базу, це право поєднується з іншими правами на воду в рамках ширшого корпусу водного права. Право людини на воду було визнано в міжнародному праві через широкий спектр міжнародних документів, включаючи міжнародні договори про права людини, декларації та інші стандарти. Крім того, Організація Об'єднаних Націй прийняла резолюцію, в якій говориться, що країни-члени «визнають право на безпечну та чисту питну воду та санітарію як право людини, яке є важливим для повного користування життям і всіма правами людини».
Право людини на воду покладає на уряди головну відповідальність за забезпечення того, щоб люди могли користуватися «достатньою, безпечною, доступною та недорогою водою без дискримінації». Особливо очікується, що уряди вживатимуть розумних заходів, щоб уникнути забрудненого водопостачання та забезпечити відсутність відмінностей у доступі до води серед громадян. Сьогодні всі держави ратифікували принаймні одну конвенцію з прав людини, яка прямо чи опосередковано визнає це право, і всі вони підписали принаймні одну політичну декларацію, що визнає це право.

### Канада
Згідно з Конституційним актом 1867 року юрисдикція над водними шляхами розподілена між федеральним і провінційним урядами. Федеральна юрисдикція випливає з повноважень регулювати навігацію та судноплавство, рибальство та управління північними територіями, що призвело до проходження:
- Закон про рибальство,
- Закон про захист судноплавства,
- Закон про запобігання забрудненню арктичних вод і
- Закон про океани.

Провінційна юрисдикція випливає з повноважень щодо власності та цивільних прав, питань місцевого та приватного характеру та управління землями Корони. В Онтаріо, Квебеку та інших провінціях дна всіх судноплавних вод належать Короні, на відміну від англійського права. Уряди всіх провінцій також регулюють якість води за допомогою законів про охорону навколишнього середовища та питної води, таких як Закон про чисту воду в Онтаріо.

### Австралія
Закон про воду в Австралії залежить від штату.

#### Тасманія
Водна корпорація Тасманії в примусовому порядку придбала всю інфраструктуру питного водопостачання, якою раніше керували місцеві ради. Ця політика не була популярною серед місцевих радників.

### Водне право в США
У Сполучених Штатах існують складні правові системи розподілу прав на воду, які відрізняються залежно від регіону. Ці різноманітні системи існують як з історичних, так і з географічних причин. Водне право охоплює широкий спектр предметів або категорій, призначених для створення основи для вирішення суперечок і питань політики, пов'язаних з водою:
- Води загального користування, включаючи води при відпливах і відпливах і судноплавні шляхи.
- Інші поверхневі води — як правило, вода, яка тече через недержавні території від дощу, паводкових вод і танення снігу до того, як ці води досягнуть громадських водотоків.
- Ґрунтові води, які іноді називають підземними, просочуваними або підземними водами
- Державне регулювання водних ресурсів, включаючи боротьбу з повенями, екологічне регулювання — державне та федеральне, регулювання охорони здоров'я та регулювання рибальства
- З усім вищевикладеним пов'язано взаємодію державних і приватних прав на воду, яка спирається на аспекти закону про відомі домени та повноваження щодо федеральної торгівлі
- Закон про водні проекти: високорозвинений закон щодо створення, функціонування та фінансування державних і квазідержавних організацій, які керують місцевими громадськими роботами з контролю повеней, контролю судноплавства, зрошення та запобігання погіршенню навколишнього середовища.
- Договірні права корінних американців.

Право, що регулює ці теми, походить від усіх рівнів права. Деякі з них випливають із принципів загального права, які розвивалися протягом століть і розвиваються разом зі зміною характеру суперечок, які розглядаються судами. Наприклад, судовий підхід до прав землевласника відводити поверхневі води значно змінився в останнє століття, оскільки суспільне ставлення до землі та води змінилося. Деякі з них походять із закону штату. Деякі з них випливають із первинних державних грантів землі державам і з документів про їх походження. Деякі з них випливають із державного, федерального та місцевого регулювання вод через зонування, охорону здоров'я та інше регулювання. Індіанські племена, які не є федеральними, не мають прав на воду.
У багатьох штатах Середнього Заходу США, таких як Вісконсін, Північна Дакота, Південна Дакота, Небраска та Канзас, коли мова йде про водні ресурси, використовується прибережна система права.

### Водне право в Англії та Вельзі
Приватні компанії зобов'язані щороку публікувати великий звіт, що містить відповідну кількість порівнянних на національному рівні даних про витрати, доходи, прибутки та рівні ефективності. Незалежний регулюючий орган сектору водного господарства аналізує результати діяльності приватних компаній і встановлює дозволений рівень прибутку, який не є фіксованим і заснованим на стимулах. Приватизація у Великій Британії була зумовлена історичною недостатньою інвестицією в активоємний сектор.

### Водне право в Європейському Союзі
Для країн Європейського Союзу директиви, пов'язані з водою, важливі для управління водними ресурсами та екологічних стандартів і стандартів якості води. Основні директиви включають Директиву про міські стічні води 1992 року (яка вимагає від більшості міст і міст очищати свої стічні води відповідно до встановлених стандартів) і Водну рамкову директиву 2000/60/EC, яка вимагає планів використання водних ресурсів на основі річкових басейнів, включаючи державні участь на основі принципів Оргуської конвенції. Див. Watertime — міжнародний контекст, розділ 2.

## Подальше читання
- Ute Mager, International Water Law. Global Developments and Regional Examples Jedermann-Verlag, Heidelberg 2015, ISBN 978-3-86825-319-1.
- George Vranesh, Colorado Water Law. Revised Edition, University Press of Colorado (2000), ISBN 978-0-87081-543-0, 2003 supplement (March, 2004), ISBN 978-0-87081-755-7
- Washington Office of Attorney General. «An Introduction to Washington Water Law.»
- Paul Stanton Kibel, Grasp on Water: a Natural Resource that Eludes NAFTA's Notion of Investment, Ecology Law Quarterly (2007)